# Tillandsia 'Mayan Torch'
Tillandsia 'Mayan Torch' es un cultivar híbrido del género Tillandsia perteneciente a la familia Bromeliaceae.
Es un híbrido creado en el año 1993 con las especies Tillandsia imperialis × Tillandsia  deppeana.